# AIDS-disketten 1989
Aids-disketten, ”AIDS Information - Introductury Diskette", var en så kallad trojansk häst och en av de första av den typen som i större omfattning spreds till mottagare över världen. Adresslistan kan ha hämtats från deltagarlistan till en internationell AIDS-konferens, som hållits tidigare i oktober i Montreal i Kanada.

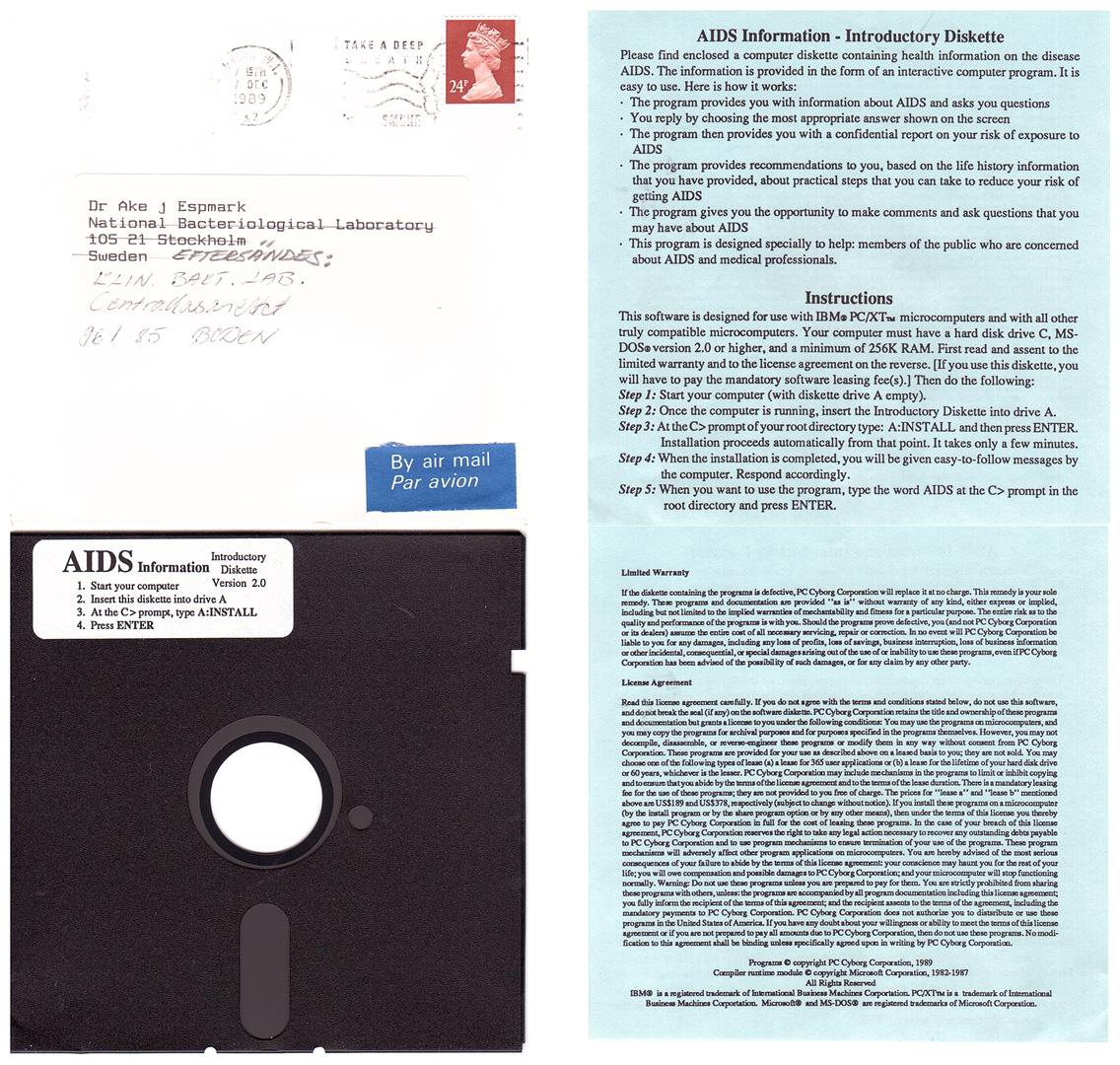

Det fanns något olika versioner av diskettens innehåll, men i det följande refereras i huvudsak till den diskett som levererades till mottagare i bland annat Sverige.
Vid början av 1990-talet var det ovanligt att man för de enskilda persondatorerna gjorde säkerhetskopior av filer och ännu mer sällsynt var att göra säkerhetskopia av hela hårddisken, vilket kom att bli grunden för trojanens mycket omfattande skadeverkningar.

## Disketten
Disketten var en 5¼" floppydiskett som innehöll ett utpressningsprogram från det sannolikt fiktiva företaget PC Cyborg Corporation. För Sveriges del spreds disketten som brev utsända från London i början av december 1989. I det bifogade missivet angavs, att disketten innehöll information om AIDS och att programmet var avsett att installeras i datorer med operativsystem IBM/MS-DOS version 2.0 eller senare.
Priset för att använda programmet skulle betalas före programinstallationen och angavs till endera US$ 189 för 365 användare eller US$ 378 för användning under hårddiskens livstid eller 60 år, vilketdera som först inträffade.

## Missivet
Missivet som följde med disketten var skrivet på god engelska och angav att disketten innehöll "health information on the disease AIDS" samt installations- och användaranvisningar och det gav ett för den tiden för databranschen professionellt och seriöst intryck. Texten på missivets baksida angav användarvillkoren och var kompakt skriven med liten text. Vid närmare granskning fanns det facktermer och luckor i resonemanget så att det var svårt riktigt förstå informationen, särskilt som vanan vid datorer och insikterna om eventuella risker med okända program var begränsad i den aktuella mottagargruppen, i första hand läkare i chefsposition med begränsad egen datorerfarenhet.
I missivets finstilta baksidetext friskrev sig PC Cyborg Corporation från varje form av ansvar för programmet eller de skadeverkningar som det skulle kunna medföra så både program och dokumentation var "as is" utan varje form av garanti, samt att ansvaret för alla risker som kunde förknippas med programmet låg på användaren och att alla kostnader som programmet kunde orsaka också låg på densamme.

## Installation
Programinstallationen var tekniskt enkel men vid installationen hade ”autoexec.bat”-filen ändrats och när man efter installationen följde anvisningarna och från roten vid C:\-prompten skrev ordet "AIDS" och exekverade, ändrades startrutinen på datorns hårddisk, skärmen släcktes och datorn låstes. Vid en variant av programmet ändrades också filnamn på hårddiskens redan befintliga filer.

## Förlopp
Breven anlände från London till de svenska laboratorierna i stort sett synkroniserat till den 10 december. Under förmiddagen installerades programmet vid flera laboratorier och vid middagstiden stod det klart att programmet orsakade svåra programskador på datorernas hårddiskar när det installerats. Under eftermiddagen informerades ansvariga vid landets samtliga mikrobiologiska laboratorier telefonledes och de som inte redan hade installerat programmet varnades för att göra det.
Krypteringen var emellertid av enkel natur och under eftermiddagen hade den dechiffrerats så till kvällningen distribuerades ett motåtgärdsprogram, men då hade redan åtskilliga laboratorier formaterat om sina hårddiskar eller på annat sätt förstört möjligheterna att återställa informationen i sina datorer, vilket i flera fall ställde till mycket svåra och långsiktiga skadeverkningar för de drabbade laboratorieverksamheterna.

## Konsekvenser
En följd av angreppet var att i stort sett samtliga som ansvarade eller använde laboratoriedatorer började ta säkerhetskopior av innehållet på hårddiskarna och man blev betydligt försiktigare att använda material, som man inte hade någorlunda garantier för att de var oskadliga eller utförde okända åtgärder i bakgrunden. På laboratorier blev det ofta förbjudet för personal utan särskilda kunskaper i datasäkerhet att själva installera program eller filer, utan det skulle skötas av ansvariga vid sjukhusens eller förvaltningarnas dataverksamheter.
Något liknande dataangrepp med motsvarande skadeverkningar till omfattning och allvar har därefter inte skett eller lyckats inom svensk sjukvård. Idag, 2021, är säkerheten av sjukvårdens datorsystem och anläggningar så utformade, att det bedöms vara mycket svårt att manipulera dem, så att allvarliga och omfattande skador uppkommer. Det ingår även system för automatisk loggföring av inloggningar och andra åtgärder för att kunna spåra misstänkta händelser och det skall även omfatta exempelvis bärbara datorer och plattor.